# Vladimir (cavallo)
Il Vladimir è un robustissimo cavallo da tiro pesante che fonda le sue origini nelle regioni russe di Ivanovo e di Vladimir (da cui prende il nome la razza). Nella seconda metà del XIX secolo l'aumento della popolazione e la conseguente crescente domanda di beni alimentari resero necessaria la creazione di una razza che potesse affiancare l'uomo nelle attività lavorative, di agricoltura e commercio. A questo scopo, le fattrici di razze indigene iniziarono ad essere incrociate con stalloni da tiro pesante e leggero importati dall'estero. Tra questi stalloni vi erano dei Suffolk, dei Cleveland Bay, dei Percheron e degli Ardennesi; in seguito, all'inizio del XX secolo, vennero operati incroci con sangue Clydesdale e Shire. I Vladimir odierni assomigliano molto alla razza Shire, che sembra avere avuto una discreta influenza nella formazione di quella Vladimir, sebbene questa sia più piccola, misurando in genere solo 1,60 m al massimo. Il Vladimir è un cavallo potente, ben costruito, dall'azione elevata che ricorda quella del Clydesdale, con gambe solide e masse muscolari ben sviluppate e armoniose.

## Storia
La razza da tiro pesante Vladimir fu creata a metà del XX secolo, incrociando diverse razze da traino pesante come Clydesdale, Shire, Suffolk, Percheron e Ardennese. Questa razza è originaria della regione russa di Vladimir, la cui popolazione richiedeva, per i suoi terreni e per il trasporto, un cavallo sufficientemente robusto. 
Tentativi di migliorare il comune cavallo da lavoro furono fatti fin dai tempi di Ivan il Terribile, quando nella scuderia sovrana Khoroshevsky, vicino a Mosca, si cominciò a importare pesanti cavalli da sud e ovest, incrociandoli con cavalli locali e selezionando i cavalli più grandi e strutturati per l'allevamento nelle scuderie del palazzo. Questo lavoro proseguì sui vasti pascoli non ancora arati di Vladimir Opole, a una distanza di 200-300 miglia da Mosca dove la popolazione locale era da tempo impegnata nell'allevamento di cavalli. Il centro per il miglioramento dei cavalli in queste aree era la città di Gavrilov Posad. La scuderia Gavrilovskaya fu operativa per circa 200 anni e venne chiusa nel 1829 (riaprì poi nel 1886 nei locali dell'ex scuderia statale).
La regione di Vladimir, come quelle di Mosca e Jaroslavl', si distinguevano per un terreno fertile, ma estremamente pesante, quindi, per coltivare tali terre, si sentì il bisogno di creare un cavallo da tiro molto forte, resistente e di grande mole. Inoltre, nel XVIII secolo, la crescita urbana si intensificò, e a seguito di questo fenomeno si rese necessario l'utilizzo di carrozze trainate da cavalli poderosi. In questo contesto, la crescente domanda contribuì, nel 1886, all'organizzazione di una scuderia di proprietà statale a Gavrilov Posad (regione di Ivanovo), dove iniziò l'attività di allevamento e selezione che, grazie alla combinazione di sangue di razze nobili e di cavalli locali, portò alla creazione della razza pesante Vladimir.
Nel 1901, nella stalla Gavrilov-Posad erano già presenti 91 stalloni (una varietà di razze pesanti e i loro incroci, tra cui 18 trotter Orlov), e 32 stalloni della razza Clydesdale furono portati nel 1899 dal professor P.N. Kuleshov dalla Scozia.
Il ruolo principale nella formazione della razza fu eseguito dal Clydesdale, più precisamente da Lord James (1910), Border Brand (1910), Glen Albin (Oschenflower - Baami Peghi, 1923) i quali sono considerati i fondatori della razza Vladimir insieme ai loro discendenti Kholod (Border Brand - Chimera, 1925), Litoy (Lord James - Tavlinka, 1923), e Standard (Star of Hope - Gorka, 1929). Anche gli Shire inglesi diedero un contributo importante allo sviluppo della razza, così come i cavalli della razza Suffolk. La base materna della razza fu rappresentata da cavalle locali, le quali conferirono qualità preziose, come la rapida adattabilità alle condizioni ambientali del luogo e la resistenza nel lavoro.
Ufficialmente, la razza è stata registrata nel 1946.

## Antenati
La razza Vladimir è stata allevata usando principalmente i cavalli di razza Clydesdale e, in misura minore, la razza Shire. Ebbero maggiore influenza sullo sviluppo i discendenti del principale antenato della razza Clydesdale - lo stallone Darnley,1873, da cui si svilupparono tutte le linee principali della razza Vladimir. Il migliore tra i discendenti di Darnley fu il suo pronipote, Baron's Pride, nato nel 1890, uno stallone di alto valore riproduttivo, che divenne l'antenato del ramo principale della linea Darnley. I discendenti diretti di Baron's Pride furono alcuni dei fondatori delle linee principali della razza Vladimir: 84 Litoy, 142 Kholod e 123 Standard.
Il secondo per importanza nella linea di Darnley fu un ramo originato attraverso lo stallone Ochenflower, 1902, pronipote di Darnley, infatti suo figlio, Glen Albin, è considerato un altro fondamentale stallone che contribuì alla creazione della razza Vladimir.
84 Litoy
Mantello baio, nacque nel 1923 nella scuderia Pochinok. Litoy era un eccellente stallone di razza, abbastanza grande, con un peso vivo di 745 kg. Fu ottenuto da Lord James, 1910, nipote di Baron’s Pride, e dalla giumenta Tavlinka, 1906, anch’essa nipote di Baron’s Pride. Pertanto, Litoy ereditò nei gradi IV-IV sangue di Baron’s Pride cosicché la somiglianza genetica con esso fu del 25%.
Glenn Albin
Purosangue Clydesdale, color alloro, nacque in Scozia nel 1923. Glen Albin era uno stallone grande, armonioso, piuttosto alto e meno massiccio di Litoy e degli altri antenati delle linea. Come riproduttore, era molto apprezzato per tipicità e aspetto estetico. Il padre di Glen Albin era lo stallone Ochenflower, il secondo successore più importante della linea Darnley. La madre di Glen Albin, Baami Peghi, era la nipote del fondatore del ramo principale della linea di Baron's Pride. In questo modo, Glen Albin fu ottenuto dalla consanguineità con Darnley in grado VI-IV. Nell'allevamento, Glen Albin venne utilizzato in riproduzione in maniera ridotta rispetto a Litoy e Kholod, ma diede una prole di ottimo valore genetico.
142 Kholod
Mantello scuro, nacque nel 1925 nella scuderia Pochinok. Era uno stallone di medie dimensioni, ma molto massiccio e senza significativi difetti morfologici. Kholod nacque da Border Brand, 1910, pronipote di Baron's Pride. Nei rami remoti del pedigree, il nome Darnley viene ripetuto due volte: nella VII generazione dal lato paterno e nella V generazione dal lato materno. Pertanto, geneticamente, sia nella sua origine come nelle sue qualità individuali, Kholod venne considerato inferiore sia a Litoy che a Glen Albin.
Standard 123
(5/8 Clydesdale, 2/8 Shire, 1/8 sconosciuta), nato nel 1929 nella fattoria collettiva della regione di Vladimir dallo stallone Clydesdale Star of Hope e la giumenta Gorka, discendente di Grandmark. Il padre di Standard, Star of Hope, era imparentato ai gradi III-III con Baron of Bukhlivi, figlio di Baron’s Pride. Era uno stallone di media altezza, piuttosto massiccio, con un peso vivo di 820 kg poiché subì l'influenza degli antenati Shire più alti e con una schiena morbida. Per molto tempo, Standard fu utilizzato su fattrici mediocri e diede alla prole grossi arti sviluppati in altezza. Più tardi, quando fu ottenuta una buona progenie da suo figlio 63 Dorik (1940), gli fu prestata maggiore attenzione e iniziarono ad usarlo nell'accoppiamento con fattrici di razza.
64 Argus
Grigio, 1929 (7/8 Clydesdale, 1/8 Shire). Nato dallo stallone Clydesdale Ardi, 1909, (la linea del Principe di Galles) e la giumenta Sirotka, 1923, il cui padre, lo stallone Silver Goblet, 1907, era il nipote di Baron's Pride. Dal lato materno, nel pedigree di Argus ci furono anche antenati di razza Shire. Argus era uno stallone piuttosto grande e massiccio. Trasmise queste caratteristiche ai suoi discendenti, i quali vennero usati nell'allevamento per correggere una costituzione eccessivamente leggera. Successivamente, quando lo sviluppo della linea passò attraverso lo stallone 0139 Grozny, il tipo di cavalli della linea di Argus cambiò radicalmente.
39 Sheriff
(13/32 Clydesdale, 16/32 Shire, 2/32 Suffolk, 1/32 Eng.), marrone, nacque nel 1921 dallo stallone Bon Fidras (Shire),1907, e dalla fattrice Raketa,1907, figlia dello stallone Royal Kaptin (Clydesdale), 1899, dalla linea di Principe di Wells.
Un'analisi delle somiglianze genetiche tra i riproduttori della razza Vladimir e gli antenati ha rivelato un diverso grado di influenza. L'alto indice genetico di Litoy ha determinato l'alto livello di somiglianza genetica con i suoi discendenti. I principali successori della linea Litoy - Landish e Legant, hanno avuto anch’essi un notevole effetto sul pool genetico della razza.
81 Landish
Baio, 1939. Nacque in una fattoria collettiva nella regione di Ivanovo da Litoy e Larochka, 1934, figlia di Glen Albin e nipote di Lord James. Perciò, Landish fu il risultato dell'incrocio di linee ben combinate di Litoy e Glen Albin, con consanguineità in gradi III - II con Lord James. Landish si distingue in modo significativo dai discendenti di Litoy: aveva una costituzione più asciutta, con uno scheletro leggermente alleggerito, un dorso morbido e meno massiccio. Landish era un cavallo intelligente, aveva un buon controllo degli arti e dei movimenti sciolti.
379 Legant
Baio, 1973, nacque nella scuderia Yuryev-Polsky. Grazie alle sue qualità individuali, Legant soddisfò pienamente i requisiti di un riproduttore. Era uno stallone armoniosamente costruito con una costituzione secca, ben sviluppato in lunghezza e circonferenza del corpo, abbastanza possente, con una linea corretta. Il padre di Legant - Gonchar, 1953, era uno dei nipoti di Litoy. La madre di Legant - Litvinka, 1962, figlia di Argus, apparteneva a uno dei rami più rinomati della linea di Litoy. La somiglianza genetica di Legant con Litoy fu pari al 18,8%, tre volte superiore al livello minimo. L'alto grado di somiglianza genetica con Litoy e la doppia presenza di Glen Albin nell’albero genealogico determinarono il valore genetico di Legant. Per questo motivo, l’influenza della linea di Litoy venne mantenuta ad un livello elevato per tutto il periodo di sviluppo della razza, favorita anche dalla forte concentrazione di materiale genetico di questa linea. Con Glen Albin, invece, la somiglianza genetica si mantenne a un livello mediocre e, conseguentemente, nel processo di sviluppo della razza, diminuì gradualmente, poiché questo antenato occupava i ranghi più lontani dei pedigree.
La somiglianza genetica dei Vladimir con Kholod non era molto elevata e gradualmente diminuì con il passare delle generazioni, il che può essere spiegato dal suo basso valore riproduttivo. Tuttavia, attraverso i suoi principali successori, Gomon e suo figlio Magnit, la linea di Kholod aumentò la sua influenza nella razza.
347 Gomon
Baio scuro, nacque nel 1964 nella scuderia Yuryev-Polsky dallo stallone Veterok, 1954, nipote di Kholod e dalla fattrice Granatka, 1953, figlia di Galeta il cui padre era Litoy. Era consanguineo di Litoy (in III – IV generazione) e di Border Brand (in IV - V, IV). La somiglianza genetica con Litoy era del 18,8%, con Border Brand era del 15,6%, e con Kholod era del 12,5%.
389 Magnit
Baio scuro, 1969, nato nella scuderia Yuryev-Polsky. Era un grande stallone di razza e uno dei migliori rappresentanti della razza. Il padre di Magnit era Gomon e la madre Mechta, figlia di Charodeya appartenente alla linea di Litoy. Così, la somiglianza genetica con Litoy raggiunse il 18,8% accrescendo il valore genetico di Magnit.
L'impatto sulla razza di Standard fu molto diverso: questo fu utilizzato principalmente nella zona di Gavrilov-Posad, e lasciò una grande impronta nell’allevamento.
Una minima influenza nella razza fu data da Sceriff 39.
L'influenza della linea di Argus sulla base genetica della razza è duplice. Da un lato, il fondatore della linea Argus, in quanto stallone grande e massiccio, ebbe un effetto positivo sulla razza. Dall'altro, suo nipote Grozny, attraverso il quale passò lo sviluppo principale della linea e che ebbe nel suo pedigree cavalli di origine sconosciuta, ebbe un effetto negativo.
L'influenza di Grozny fu significativa, soprattutto nello stabilimento di Gavrilov-Posad.
0139 Grozny
Baio, 1958, nacque nell’allevamento di Gavrilov-Posad dallo stallone Vasilyok, 1938, figlio di Argus e Viughi, 1934. La madre di Viughi era Volia, 1927, ottenuta dall'accoppiamento dello stallone dal mantello rosso Voron con una fattrice ignota. La madre di Grozny, Gordaya, era piccola (153-155-186-22,5), atipica per razza. La nonna, Golubka, era di origine sconosciuta. Il nonno, Edigher, era uno stallone mediocre. Grozny differiva in modo consistente dal tipo di razza desiderato. Aveva una testa non sufficientemente sviluppata in larghezza e soprattutto in profondità, corpo e legamenti deboli, scarso sviluppo delle articolazioni degli arti e un temperamento eccessivamente eccitabile. Allo stesso tempo, Grozny, come suo padre Vasilyok, poteva correre un buon trotto, che gli permise di diventare il detentore del record assoluto per "la consegna urgente di merci al trotto" nelle competizioni All-Union nel 1968. Grazie al risultato eccezionale nelle prove, Grozny, e poi i suoi figli, furono ampiamente usati nell'attività di allevamento. Le migliori fattrici furono selezionate per l’accoppiamento, ma nonostante ciò, tra i discendenti di Grozny, insieme a quelli soddisfacenti, ci furono molti soggetti con caratteristiche indesiderate e temperamento irrequieto
In conclusione, l'importanza dell'influenza dei riproduttori e dei loro successori dipende dal loro valore riproduttivo, (che è determinato dalle caratteristiche della loro genealogica) dal loro indice genetico e da altre circostanze che incidono sulla loro carriera riproduttiva. Di norma, gli stalloni di alto valore genetico provenienti dalle migliori linee della razza e soprattutto da quellie principali, hanno la maggiore influenza sull'intera razza.

## Allevamento nell'epoca moderna
A Mosca si teneva annualmente il tradizionale festival invernale russo, a cui la regione di Vladimir inviava almeno due triple, ma negli anni '90, la festività scomparve e tutt'oggi le gare russe si svolgono a Nižnij Novgorod, ma in maniera non ricorrente e con pochi partecipanti a causa degli scarsi finanziamenti stanziati. Insieme alle competizioni, il sistema di allevamento dei cavalli, sparì a poco a poco; la maggior parte delle scuderie erano in mano a privati per i quali erano stanziati fondi esigui. Tuttavia rimangono ancora due grandi allevamenti in Russia: Yurev-Polsky Zavod (nella regione di Vladimir) e Gavrilovo-Posadskij Zavod (nella regione di Ivanovo). Negli anni '90 Yurev-Polsky Zavod cambiò nome in “Monastirskoye Podvorie”  ed è attualmente gestito da Olga Fomina; una delle principali esperte dell'allevamento di cavalli Vladimir, nella omonima regione. Olga, figlia del "Re della Troika" Vladimir Ivanovich Fomin, trascorse molto tempo con suo padre e, insieme a lui, partecipò a varie competizioni sia a livello locale che in tutta la Russia. Nel marzo del 2014, la governatrice della regione di Vladimir, Svetlana Orlova, la nominò sua consulente per il programma di sviluppo dell'allevamento di cavalli e degli sport equestri.  L’allevamento che è stato affidato ad Olga si trova in uno stato di decadimento, che aveva avuto inizio durante gli anni della "Perestrojka" e che continuò per più di una dozzina di anni. Nonostante la struttura riceva sussidi statali, si trova in grande difficoltà: la cura del Vladimir è costosa e le spese superano spesso le entrate; ciò è dovuto principalmente alla diminuzione delle gare e delle manifestazioni equestri e alla perdita di funzionalità della razza rispetto al passato. Per questi motivi l’allevamento non può permettersi di ristrutturare le scuderie, costruite negli anni '50 del secolo scorso e a peggiorare la situazione vi è, inoltre, l’espansione dell’edilizia urbana che va a discapito dei pascoli, in origine messi a disposizione per i cavalli. A causa dell'elevato costo di mantenimento e della mancanza di spazio sufficiente a garantire il giusto esercizio, i cavalli da tiro pesante Vladimir iniziarono a essere venduti in grandi quantità, conseguentemente il loro prezzo diminuì e gli allevatori iniziarono a subire perdite ancora maggiori. Conseguentemente la consistenza di questa razza diminuì e secondo i dati raccolti da Olga Fomina, nel 2014, in tutta la regione di Vladimir non ci sono più di 150 soggetti, di cui 130 nella sola scuderia Monastirskoye Podvorie. Anche la situazione a Gavrilovo-Posad non è delle migliori, l’allevamento è stato acquistato da un privato e attualmente si trova in un graduale stato di abbandono. Inoltre dopo l'acquisto, i cavalli sono stati svenduti o usati in accoppiamenti poco mirati che hanno messo a repentaglio anni di selezione e linee di sangue preziose.Quando la razza Vladimir fu ufficialmente riconosciuta, c'erano 10 linee di sangue, ora a Yuryev-Polsky ce ne sono solo 7; e secondo l'Istituto di ricerca russo, che si occupa di allevamento di cavalli, in Russia, nel 2019 ci sono circa 20 stalloni e 113 fattrici.

## Morfologia
Il Vladimir è una razza da tiro e da lavoro e come tale appartiene al tipo meso-brachimorfo.
Presenta una testa grande, larga e lunga; nettamente definita, a profilo rettilineo o arcuato (montonino), carica di ganasce muscolose, con orecchie piuttosto piccole, occhi vivaci e distanziati e narici ampie e dotate di una discreta mobilità. Il collo è di media lunghezza, arcuato, robusto e molto muscoloso, con attaccatura larga alla base, su spalle possenti e inclinate. Il petto è ampio, con costole non sufficientemente cerchiate, il torace è profondo ed esteso e l’addome ben sostenuto. Il garrese è pronunciato, lungo e rilevato; inserito con continuità nel profilo del collo; la linea del dorso lombare è dritta e di media lunghezza, il dorso leggermente insellato, le reni sono corte e forti e la groppa è lunga con curvatura ben definita, obliqua e attaccatura della coda piuttosto alta. Gli arti sono correttamente posizionati; di media lunghezza, vigorosi e con buoni appiombi: gli avambracci sono robusti e lineari e gli stinchi corti e solidi; i garretti sono larghi con angolazione corretta, potenti ed elastici, i tendini grossi e resistenti. I piedi sono larghi con unghia dello zoccolo sana, elastica e consistente.

### Mantelli
Sono ammessi tutti i mantelli semplici, anche se il più comune è il mantello baio scuro, ma compaiono frequentemente anche il sauro, il morello e raramente il grigio; molto frequenti, inoltre, le marcature bianche (stelle e liste) sulla testa e nella parte inferiore degli arti (balzane). Peli e crini sono folti e ben sviluppati su arti, criniera e coda e molti soggetti presentano vistosi ciuffi nella parte interna di stinchi, nodelli e corone.

### Altezza e dimensioni
Gli stalloni, rispetto alle femmine, sono tendenzialmente più alti e leggermente più robusti muscolarmente e raggiungono generalmente i 160 cm al garrese: hanno la lunghezza del corpo obliqua di 165 cm, la circonferenza del torace di 196 cm e la circonferenza dell'osso cannone di 24 cm. Le cavalle raggiungono, mediamente, un'altezza intorno ai 157 cm al garrese; hanno la lunghezza del corpo obliqua di 162 cm, la circonferenza del torace di 188 cm e la circonferenza ossea del cannone di 23 cm.

### Peso
Il Vladimir è una razza dalla mole imponente, caratterizzato da un alto tasso di crescita e da una buona precocità nello sviluppo dei puledri, i quali raggiungono, già all'età di sei mesi, il peso a vivo di oltre 200 kg.
In età adulta un esemplare di razza Vladimir raggiunge i 750-800 kg (1653-1763 lbs) di peso.

## Carattere e attitudini

### Carattere
Per il loro temperamento calmo ed equilibrato e la loro caratteristica rusticità, i cavalli di razza Vladimir, non sono molto esigenti, per quanto riguarda il loro ambiente di vita, infatti sono in grado di adattarsi a vivere sia in una scuderia, sia in mandria allo stato brado, così come si adattano al trambusto della città o a alla tranquillità della campagna. Sono molto docili e obbedienti con le persone ed hanno anche un buon rapporto con i bambini. Soprattutto gli stalloni in età giovanile e i puledri, possono dimostrarsi particolarmente energici ed irruenti, ma ben presto, con pazienza e grazie ad un addestramento adeguato da parte dell'allevatore, calmeranno il loro temperamento. Caratteristica peculiare di questa razza è l'instancabilità con cui affrontano il lavoro.

### Attitudini
Il Vladimir in passato vennero utilizzati principalmente per fornire ai contadini un mezzo di lavoro con un rendimento molto alto, nonché per il trasporto di merci pesanti e voluminose. In agricoltura veniva usato per i lavori più pesanti, come l'aratura, mentre nei trasporti, grazie alle sue caratteristiche di forza e resistenza, era adatto per il traino della troika, le carrozze (a volte usate anche come slitte) tipiche russe, caratterizzate da un tiro a tre, in cui i cavalli tenevano andature diverse, i laterali tenevano l'andatura al galoppo, mentre il cavallo centrale manteneva il trotto. Sono cavalli caratterizzati da una notevole mobilità ed energia, infatti il Vladimir vanta un record assoluto per la consegna urgente di merci al trotto. Senza carico i cavalli di questa razza sono in grado di raggiungere una distanza di 1600 metri in 3 minuti al trotto, mentre con una carico di 1,5 tonnellate sono in grado di percorrere 2000 metri in 5 minuti.
Ad oggi, con il passare degli anni e con il cambiare delle abitudini, questa razza viene utilizzata per assolvere ancora molteplici compiti, anche non legati all'attività lavorative, infatti negli ultimi decenni, nel mondo dello sport equestre, hanno acquisito sempre più importanza e prestigio le competizioni con carrozze e altri mezzi di traino ed in questo contesto sono divenute famose le triple con cavalli Vladimir appositamente addestrati, le quali si svolgono durante le festività. Questa razza viene utilizzata, per il suo temperamento mansueto ed equilibrato e la sua predisposizione all'obbedienza e all'ascolto, anche nei centri ippici in cui vengono svolte lezioni di equitazione e che organizzano passeggiate e trekking a cavallo; inoltre anche i cacciatori, per le loro battute di caccia, hanno espresso il loro interesse per questa razza.

## Alimentazione e cura
Per quanto riguarda i fabbisogni alimentari, il Vladimir, necessita un apporto energetico, di fibra e di vitamine, superiore, rispetto ad altri cavalli, sia per il mantenimento del suo fisico possente sia per sostenere i grandi sforzi lavorativi di traino e trasporto a cui è sottoposto; infatti, esemplare adulto consuma, in media, 1,5 volte in più di mangimi rispetto ad altre razze (circa 6/9 kg al giorno).
La dieta in genere è composta da cereali come avena e crusca, foraggi freschi, affienati o insilati e, quando possibile, carote, barbabietole da foraggio, insilato di mais e patate. Quest'ultimi aiuteranno a completare gli elevati fabbisogni energetici,vitaminici e minerali. È consentito sostituire parte dell’avena con altri alimenti concentrati come mais, frumento o orzo.
Un esempio di razione potrebbe essere la seguente:
- 8 kg di avena 19,5 MJ/KgSS[16]
- 2 kg di crusca 18,9 MJ/KgSS[16]
- 5 kg di carote 17,1 MJ/KgSS[16]
- 16 kg di fieno 18 MJ/KgSS[17]

Oltre ad elevati fabbisogni alimentari, necessita anche di abbondante disponibilità di acqua di bevanda. Questo cavallo può bere fino a 80 litri di acqua al giorno, per questo motivo nelle strutture di allevamento devono essere presenti degli abbeveratoi automatici o dei contenitori riforniti e puliti periodicamente. Se l'animale lavora tutto il giorno è raccomandabile somministrare minimo tre pasti al giorno fino ad un pasto ogni 2 ore, garantendo inoltre, un'ora di riposo dopo ogni pasto in modo tale da favorire una corretta funzionalità del tratto gastro-intestinale.
Sebbene questa razza sia adatta a qualsiasi condizione meteorologica, non può essere lavata in inverno o se ciò viene fatto, gli animali devono essere asciugati tempestivamente, il che rende le operazioni di toelettatura più difficili rispetto a un cavallo normale, soprattutto dopo intense giornate all'aperto.
Per una corretta salute del cavallo e gestione dell’allevamento, in aggiunta alle pratiche igienico sanitarie di prassi, è consigliabile effettuare circa 5 visite veterinarie specialistiche all'anno, al fine di evitare l'insorgenza di patologie, soprattutto di quelle di carattere infettivo che possono essere trasmesse agli altri animali.

## Allevamento
In passato il Vladimir era un importante aiuto per il lavoro agricolo ed il trasporto merci e tuttora vengono ancora usati in fattorie localizzate nelle regioni del paese, anche se, negli ultimi anni, ha guadagnato popolarità grazie al traino di bellissime carrozze, importanti nel settore turistico, nella caccia, nelle competizioni sportive e per passeggiate a cavallo. 
Questi cavalli sono ben adattati al clima rigido della Russia e non richiedono nessun trattamento speciale: per questo motivo sono apprezzati dagli allevatori, tuttavia per assicurare che i Vladimir rimangano sani ed in salute è bene fornire il massimo comfort possibile ed una dieta equilibrata.
La stalla ideale per loro consiste in uno spazio di almeno 5 metri quadrati per ciascun cavallo, un soffitto molto alto (almeno 3 metri) per favorire la ventilazione ed è importante garantire un'adeguata illuminazione per evitare l'insorgere di danni alla vista. In estate, con l'arrivo del caldo, è consigliabile coprire le finestre della stalla con un panno leggero allo scopo di evitare l'eccessivo surriscaldamento dell'ambiente, avendo cura di tenere ben areato e pulito il ricovero degli animali, per prevenire l'instaurarsi di malattie infettive, che andrebbe a compromettere la salute dell'animale. D'inverno la temperatura ottimale nella stalla in inverno è di +8°/+11 °C, per limitare lo sbalzo termico quando l'animale esce ed è, comunque, sconsigliabile avere nella stalla temperature al di sotto dei +3 °C d'inverno. Per quanto riguarda l'organizzazione della stalla, è consigliabile avere dei box separati per ogni singolo individuo, posti uno accanto all'altro, in modo da garantire il contatto e la comunicazione tra i vari esemplari, consentendo l'instaurazione di legami e favorendo la socialità, elemento essenziale per il benessere psicologico dell'animale. Il pavimento della stalla, può essere in legno o cemento e dev'essere ricoperto per almeno 5 centimetri di spessore dalla lettiera per la quale possono essere utilizzati materiali di diverso tipo come segatura, paglia o trucioli. Quest'ultima dev'essere pulita giornalmente allo scopo di mantenere e proteggere la salute dei cavalli dai microrganismi che possono formarsi nell'ambiente circostante.
È buona abitudine lavare il cavallo a secco d'inverno, mentre in estate può essere effettuato un lavaggio a temperatura ambiente e dopo l'attività di lavoro con acqua tiepida.
I cavalli di questa razza sono piuttosto precoci e fertili, a 3 anni diventano stalloni e fattrici e alla stessa età iniziano a lavorare, grazie a questa loro caratteristica se alimentati e curati correttamente, la resa dei puledri raggiunge senza problemi il 75–80% del loro peso a vivo. L'accoppiamento viene effettuato nel periodo da metà marzo a luglio, con monta naturale o usando l'inseminazione artificiale, in questo modo il puledro nasce in estate, quando l'erba fresca è abbondante e il loro allevamento ne risulta facilitato nel primo periodo di vita.